# Helcogramma striata
A Helcogramma striata a sugarasúszójú halak (Actinopterygii) osztályának sügéralakúak (Perciformes) rendjébe, ezen belül a Tripterygiidae családjába tartozó faj.

## Előfordulása
A Helcogramma striata előfordulási területe a Csendes-óceán nyugati fele. Japántól kezdve a Fülöp-szigeteken és Ausztrálián keresztül a Salamon-szigetekig található meg.

## Megjelenése

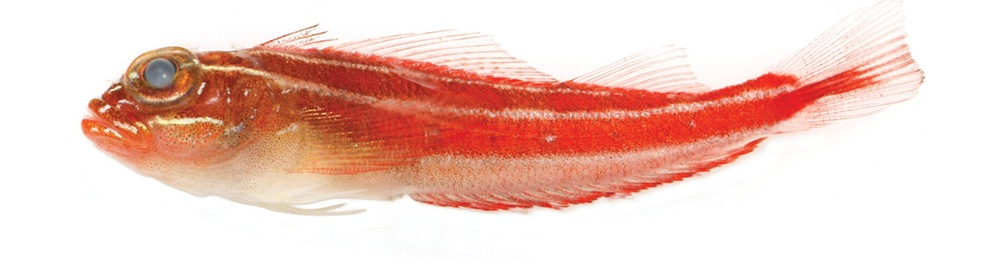
Kifogott példány közelről

A legnagyobb megmért hím példány 4,3 centiméter hosszú volt. Hátúszóján 16-18 tüske és 10-12 sugár látható, míg a farok alatti úszóján 1 tüske és 19-21 sugár van. 35-38 csigolyája van. A testén levő hosszanti csíkokról ismerhető fel.

## Életmódja
Trópusi halfaj, mely a korallzátonyokon él, általában 0-30 méteres mélységek között. A tiszta vizű tengereket kedveli, ahol szivacsok (Porifera) és virágállatok (Anthozoa) társaságában él. Általában kis rajokba verődik. Planktonnal táplálkozik.

## Szaporodása
A kis, kerek ikráit számos, ragadós száll borítja; ezek rögzítik az algákhoz. Az ivadék a plankton részévé válik.

## Felhasználása
Nincs ipari mértékű halászata, viszont az akváriumok részére befognak e fajból.